# پالما بنیتز
پالما بنیتز (به انگلیسی: Pamela Benítez) (زادهٔ ۹ مهٔ ۱۹۹۱) شناگر اهل السالوادور است.